# Neodialineura rufa
Neodialineura rufa är en tvåvingeart som beskrevs av Krober 1912. Neodialineura rufa ingår i släktet Neodialineura och familjen stilettflugor. Inga underarter finns listade i Catalogue of Life.